# Cenopalpus pistaciae
Cenopalpus pistaciae är en spindeldjursart som beskrevs av Hatzinikolis, Papadoulis och Panou 1999. Cenopalpus pistaciae ingår i släktet Cenopalpus och familjen Tenuipalpidae. Inga underarter finns listade i Catalogue of Life.